# Pennedepie
Pennedepie település Franciaországban, Calvados megyében. Lakosainak száma 317 fő (2022. január 1.). Pennedepie Barneville-la-Bertran, Cricquebœuf, Équemauville, Honfleur és Saint-Gatien-des-Bois községekkel határos.

## Népesség
A település népessége az elmúlt években az alábbi módon változott:
| Lakosok száma | 259  | 250  | 234  | 316  | 298  | 281  | 290  | 313  | 313  | 317  |
|               | 1968 | 1982 | 1990 | 2006 | 2013 | 2015 | 2017 | 2019 | 2020 | 2022 |